# Romet Zetka 125
Romet ZK (Zetka) 125 – motocykl marki Romet, którego linia produkcyjna rozpoczęła się w 2010 roku.
Jest to udoskonalony następca popularnego K-125 oraz Z-125.

## Historia modelu
Romet Zetka dostępny jest w dwóch wersjach kolorystycznych - klasycznej czarnej oraz sportowej szarej - poza kolorem lakieru opcje różnią się kształtem tłumika.
Motocykl dostępny jest w kilku wersjach:
- Motorower Zetka 50
- Zetka 125/90 (prędkość maksymalna 90km/h)
- Zetka 125/120 (prędkość maksymalna 120km/h)

## Dane techniczne[1]
Model 2012:
- Wymiary: 2005 mm x 770 mm x 1070 mm,
- Masa pojazdu gotowego do jazdy: 115 kg,
- Dopuszczalna ładowność: 150 kg,
- Silnik: czterosuwowy, jednocylindrowy, chłodzony powietrzem,
- Pojemność: 124 cm³,
- Średnica cylindra x skok: 56,5x49,5 mm
- Stopień sprężania: 9,0 +/- 0,1:1
- Moc maksymalna: 7,5 kW (10,6 KM),
- Maksymalny moment obrotowy: 8,8 Nm przy 7500 obrotach/min,
- Rozruch: elektryczny, nożny,
- Zapłon: elektroniczny CDI,
- Przeniesienie napędu: łańcuch,
- Prędkość maksymalna: 90/120 km/h,
- Pojemność zbiornika paliwa: 12 l,
- Hamulec przód/tył: tarczowy/bębnowy,
- Opony przód/tył: 90/90-18 / 110/90-16,
- Amortyzator przód/tył: podwójny,
- Wyposażenie dodatkowe: kufer motocyklowy.